# دیوید اپستون

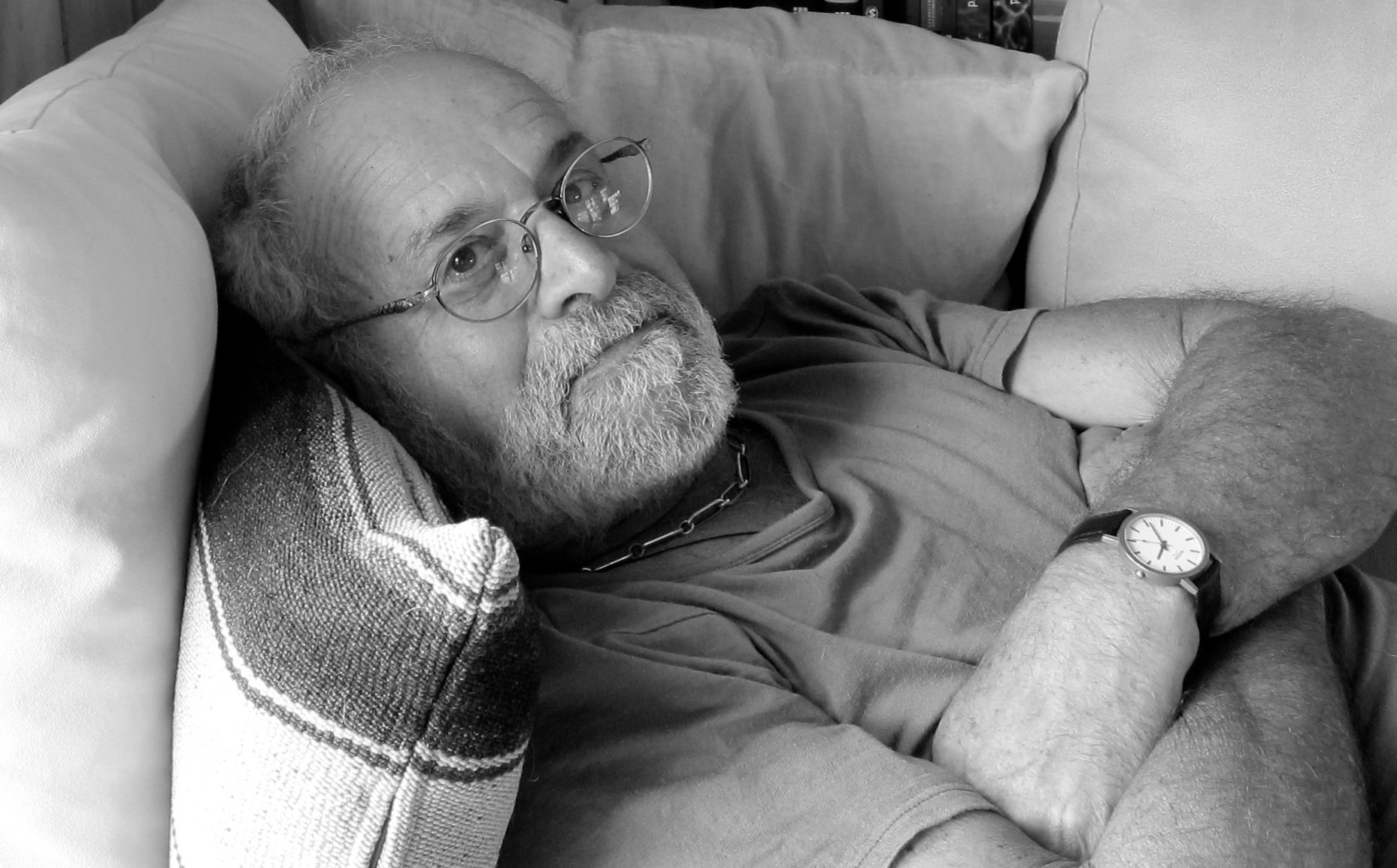
دیوید اپستون، از بنیان‌گذاران روایت درمانی - ۲۰۱۳

دیوید اپستون (به انگلیسی: ِDavid Epston) (زاده ۳۰ اوت ۱۹۴۴) درمانگر اهل نیوزیلند و مدیر مرکز خانواده درمانی در آوکلند و استاد مدعو در دانشگاه جان اف. کندی می‌باشد. اپستون به همراه دوست و همکار قدیمی خود مایکل وایت به عنوان بنیان‌گذاران روایت درمانی شناخته می‌شوند.

## زندگی اولیه و تحصیلات
دیوید اپستون در سال ۱۹۴۴ در پیتربورو، انتاریو، کانادا متولد و بزرگ شد. وی تحصیلات خود را در دانشگاه بریتیش کلمبیا آغاز کرد، اما در سال ۱۹۶۳ هنگامی که ۱۹ سال داشت کانادا را ترک کرد و در سال ۱۹۶۴ وارد نیوزیلند شد. او مدرک لیسانس خود را در رشتهٔ جامعه‌شناسی و انسان‌شناسی در سال ۱۹۶۹ در دانشگاه آکلند دریافت کرد.

## حرفه در خانواده درمانی
اپستون به عنوان مددکار اجتماعی ارشد شروع به کار در بیمارستان آوکلند کرد. از سال ۱۹۸۱ تا ۱۹۸۷ به عنوان مشاور خانواده درمانگر در مرکز لسلی، که توسط مرکز خدمات پشتیبانی پروتستان در آوکلند اداره می‌شد مشغول به کار بود. او از سال ۱۹۸۷ تاکنون مدیر مرکز خانواده درمانی در آوکلند بوده است.
در اواخر دهه ۱۹۷۰ همکاری اپستون و مایکل وایت منجر به شکوفایی خانواده درمانی در استرالیا و نیوزیلند شد. آنها در طول دهه ۱۹۸۰ ایده‌های خود را توسعه دادند و در نهایت در سال ۱۹۹۰ کتاب «راه‌حل‌های روایتی برای پایان‌یافتن درمان» - که اولین متن مهم در حوزه‌ای که روایت درمانی نامیده شد - را منتشر کردند.